# 2011 en philosophie
Chronologie de la philosophie
- 2007
- 2008
- 2009
- 2010
- 2011
- 2012
- 2013
- 2014
- 2015

L’année 2011 a été marquée, en philosophie, par les événements suivants :

## Publications
- Philosophie des jeux vidéo, de Mathieu Triclot.
- Le Moment philosophique des années 1960 en France, essai collectif dirigé par  Patrice Maniglier.
- L'abîme de la liberté. Critique du libéralisme (Montréal, Liber) de Michel Freitag.
- Manifeste hédoniste, de Michel Onfray.

### Rééditions
- Antoine Arnauld :  Des vraies et des fausses idées, Édition, présentation et note de Denis Moreaus, Paris: Vrin, 2011.
- Antoine Arnauld, Pierre Nicole, La Logique, ou l'art de penser, Édition critique par Dominique Descotes, Paris: Honoré Champion, 2011.
- Blaise Pascal :  Pensées sur la religion et sur quelques autres sujets étude et édition comparative de l'édition originale avec les copies et les versions modernes par Jean-Robert Armogathe et Daniel Blot, Paris, Honoré Champion, 2011.
- François Poullain de La Barre :  De l'égalité des deux sexes; De l'éducation des dames; De l'excellence des hommes, éd. critique complète par M-F. Pellegrin, Paris, Vrin, 2011.

## Projet en philosophie
- Manifeste hédoniste, de Michel Onfray.